# José Alberto Barreto
José Alberto Barreto (Villa Clara, Villaguay, Entre Ríos, Argentina; 22 de febrero de 2000) es un futbolista argentino que juega de delantero y su equipo actual es Colón de Santa Fe de la Primera Nacional de Argentina.

## Trayectoria
Hizo inferiores en Patronato. Mario Sciacqua promovió al delantero al primer equipo del club durante la Superliga 2018/19 y firma su primer contrato en febrero de 2019.  Hace su primera aparición el 22 de febrero de 2019, su decimonoveno cumpleaños, en una derrota 2-1 fuera de casa ante Tigre.
Jugo 26 partidos en "el patrón" y en julio de 2021 pasó a préstamo por un año a Tristán Suárez. El 4 de marzo de 2022 convierte su primer gol en primera en el empate 3 a 3 ante Alvarado por la 4ª fecha de la Primera B Nacional.
En mayo de 2022 vuelve a Patronato tras finalizar su préstamo a Tristán Suárez.

## Clubes
| Club                     | País      | Año       | PJ | Goles |
| ------------------------ | --------- | --------- | -- | ----- |
| Patronato                | Argentina | 2019-2021 | 26 | 0     |
| Tristán Suárez           | Argentina | 2021-2022 | 23 | 1     |
| Gimnasia y Esgrima (CdU) | Argentina | 2023      | 14 | 1     |
| Mandiyú                  | Argentina | 2023      |    |       |
| San Telmo                | Argentina | 2024      | 1  | 1     |
| Colón de Santa Fe        | Argentina | 2025-act. |    |       |